# Corte d'appello di Trento

Territorio del distretto di corte d'appello di Trento

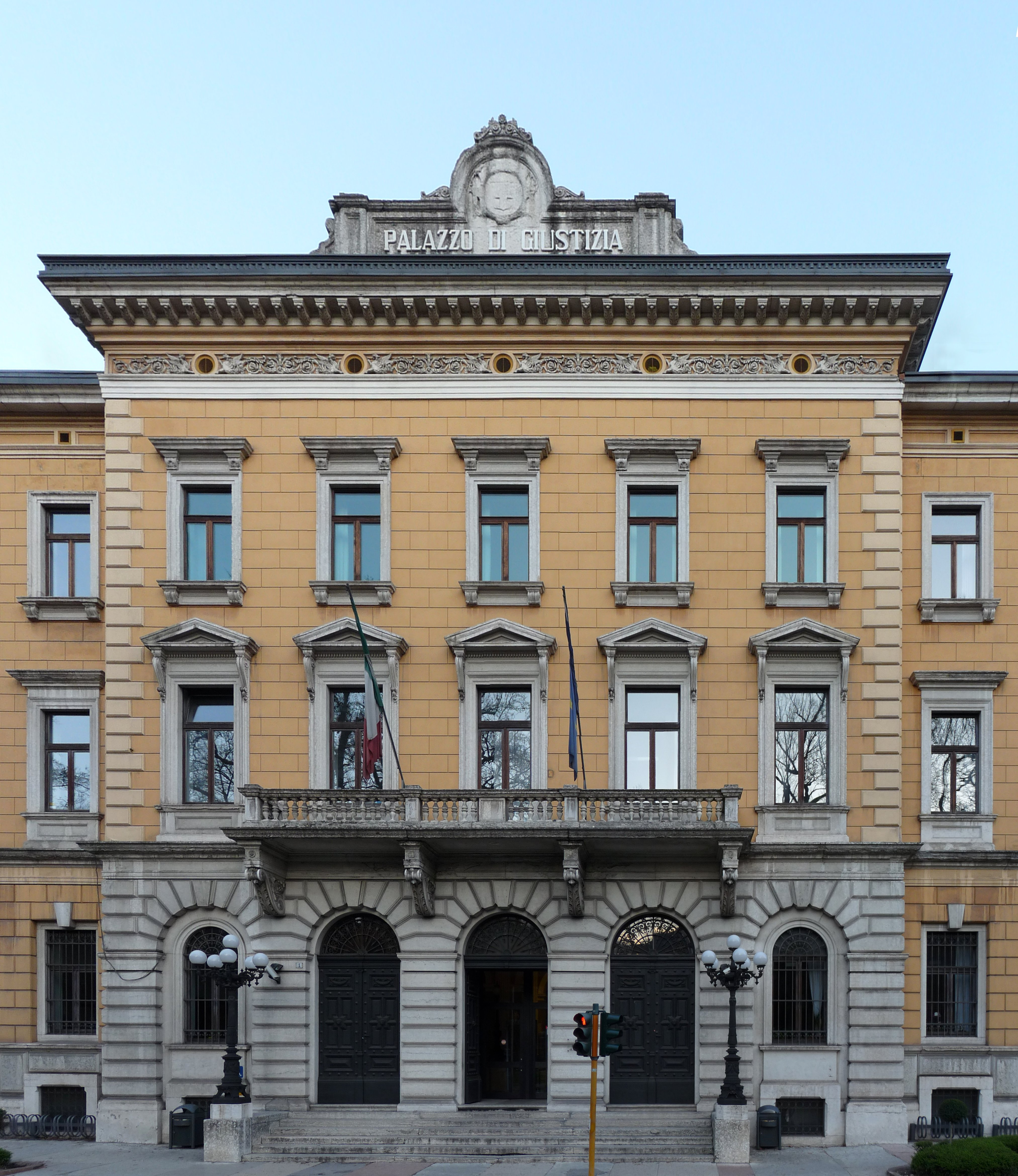
Palazzo di giustizia di Trento

Il distretto della Corte d'appello di Trento (in tedesco: Oberlandesgericht Trient) è formato dai circondari dei tribunali ordinari di Trento e Rovereto; ha una sezione distaccata di corte d'appello a Bolzano, formata dal circondario del tribunale di Bolzano.
Costituisce l'unica corte d'appello nel territorio della regione a statuto speciale Trentino-Alto Adige/Südtirol.
Comprende tutti i comuni del Trentino-Alto Adige e i comuni bresciani di Magasa e Valvestino.

## Tribunale di Rovereto

### Giudice di pace di Riva del Garda
Arco, Drena, Dro, Ledro, Magasa, Nago-Torbole, Riva del Garda, Tenno, Valvestino

### Giudice di pace di Rovereto
Ala, Avio, Besenello, Brentonico, Calliano, Folgaria, Isera, Mori, Nogaredo, Nomi, Pomarolo, Ronzo-Chienis, Rovereto, Terragnolo, Trambileno, Vallarsa, Villa Lagarina, Volano

## Tribunale di Trento

### Giudice di pace di Borgo Valsugana
Bieno, Borgo Valsugana, Calceranica al Lago, Canal San Bovo, Carzano, Castel Ivano,Castello Tesino, Castelnuovo, Cinte Tesino, Grigno, Imer, Levico Terme, Mezzano, Novaledo, Ospedaletto, Pieve Tesino, Primiero San Martino di Castrozza, Roncegno Terme, Ronchi Valsugana, Sagron Mis, Samone, Scurelle, Telve, Telve di Sopra, Torcegno

### Giudice di pace di Cavalese
Campitello di Fassa, Canazei, Capriana, Castello-Molina di Fiemme, Cavalese, Mazzin, Moena, Panchià, Predazzo, San Giovanni di Fassa, Soraga di Fassa, Tesero, Valfloriana, Ville di Fiemme, Ziano di Fiemme

### Giudice di pace di Cles
Amblar-Don, Borgo d'Anaunia, Bresimo, Caldes, Cavareno, Cavizzana, Cis, Cles, Commezzadura, Contà, Croviana, Dambel, Dimaro Folgarida, Livo, Malé, Mezzana, Novella, Ossana, Peio, Pellizzano, Predaia, Rabbi, Romeno, Ronzone, Ruffré-Mendola, Rumo, Sanzeno, Sarnonico, Sfruz, Terzolas, Vermiglio, Ville d'Anaunia

### Giudice di pace di Mezzolombardo
Andalo, Campodenno, Cavedago, Denno, Fai della Paganella, Mezzocorona, Mezzolombardo, Molveno, Roveré della Luna, San Michele all'Adige, Spormaggiore, Sporminore, Terre d'Adige, Ton

### Giudice di pace di Pergine Valsugana
Baselga di Piné, Bedollo, Caldonazzo, Fierozzo, Frassilongo, Palù del Fersina, Pergine Valsugana, Sant'Orsola Terme, Tenna, Vignola-Falesina

### Giudice di pace di Tione di Trento
Bleggio Superiore, Bocenago, Bondone, Borgo Chiese, Caderzone Terme, Carisolo, Castel Condino, Comano Terme, Fiavé, Giustino, Massimeno, Pelugo, Pieve di Bono-Prezzo, Pinzolo, Porte di Rendena, San Lorenzo Dorsino, Sella Giudicarie, Spiazzo, Stenico, Storo, Strembo, Tione di Trento, Tre Ville, Valdaone

### Giudice di pace di Trento
Albiano, Aldeno, Altavalle, Altopiano della Vigolana, Cavedine, Cembra Lisignago, Cimone, Civezzano, Fornace, Garniga Terme, Giovo, Lavarone, Lavis, Lona-Lases, Luserna, Madruzzo, Segonzano, Sover, Trento, Vallelaghi

## Tribunale di Bolzano

### Giudice di pace di Bolzano/Friedensgericht Bozen
Bolzano/Bozen, Castelrotto/Kastelruth, Cornedo all'Isarco/Karneid, Fiè allo Sciliar/Vols am Schlern, Laives/Leifers, Lauregno/Laurein, Meltina/Molten, Nova Levante/Welschnofen, Nova Ponente/Deutschnofen, Proves/Proveis, Renon/Ritten, San Genesio Atesino/Jenesien, Sarentino/Sarntal, Terlano/Terlan, Tires/Tiers

### Giudice di pace di Bressanone/Friedensgericht Brixen
Barbiano/Barbian, Bressanone/Brixen, Chiusa/Klausen, Funes/Villnoß, Laion/Lajen, Luson/Lü, Naz-Sciaves/Natz-Schabs, Ortisei/St.  Ulrich, Ponte Gardena/Waidbruck, Rio di Pusteria/Mühlbach, Rodengo/Rodeneck, Santa Cristina Valgardena/St.  Christina in Gröden, Selva di Val Gardena/Wolkenstein in Gröden, Vandoies/Vintl, Varna/Vahrn, Velturno/Feldthurns, Villandro/Villanders

### Giudice di pace di Brunico/Friedensgericht Bruneck
Badia/Abtei, Braies/Prags, Brunico/Bruneck, Campo Tures/Sand in Taufers, Chienes/Kiens, Corvara in Badia/Corvara, Dobbiaco/Toblach, Falzes/Pfalzen, Gais, La Valle/Wengen, Marebbe/Enneberg, Monguelfo-Tesido/Welsberg-Taisten, Perca/Percha, Predoi/Prettau, Rasun-Anterselva/Rasen-Antholz, San Candido/Innichen, San Lorenzo di Sebato/St. Lorenzen, San Martino in Badia/St. Martin in Thurn, Selva dei Molini/Mühlwald, Sesto/Sexten, Terento/Terenten, Valdaora/Olang, Valle Aurina/Ahrntal, Valle di Casies/Gsies, Villabassa/Niederdorf

### Giudice di pace di Egna/Friedensgericht Neumarkt
Aldino/Aldein, Anterivo/Altrei, Appiano sulla Strada del Vino/Eppan an der Weinstraße, Bronzolo/Branzoll, Caldaro sulla strada del vino/Kaltern an der Weinstraße, Cortaccia sulla Strada del Vino/Kurtatsch an der Weinstraße, Cortina sulla Strada del Vino/Kurtinig an der Weinstraße, Egna/Neumarkt, Magrè sulla Strada del Vino/Margreid an der Weinstraße, Montagna sulla Strada del Vino/Montan an der Weinstraße, Ora/Auer, Salorno sulla Strada del Vino/Salurn an der Weinstraße, Termeno sulla strada del vino/Tramin an der Weinstraße, Trodena nel parco naturale/Truden im Naturpark, Vadena/Pfatten

### Giudice di pace di Merano/Friedensgericht Meran
Andriano/Andrian, Avelengo/Hafling, Caines/Kuens, Cermes/Tscherms, Gargazzone/Gargazon, Lagundo/Algund, Lana/Lana, Marlengo/Marling, Merano/Meran, Moso in Passiria/Moos in Passeier, Nalles/Nals, Naturno/Naturns, Parcines/Partschins, Plaus/Plaus, Postal/Burgstall, Rifiano/Riffian, San Leonardo in Passiria/St. Leonhard in Passeier, San Martino in Passiria/St. Martin in Passeier, San Pancrazio/St.  Pankraz, Scena/Schenna, Senale-San Felice/Unsere Liebe Frau im Walde-St. Felix, Tesimo/Tisens, Tirolo/Tirol, Ultimo/Ulten, Verano/Vöran

### Giudice di pace di Silandro/Friedensgericht Schlanders
Castelbello-Ciardes/Kastelbell-Tschars, Curon Venosta/Graun im Vinschgau, Glorenza/Glurns, Laces/Latsch, Lasa/Laas, Malles Venosta/Mals, Martello/Martell, Prato allo Stelvio/Prad am Stilfserjoch, Senales/Schnals, Silandro/Schlanders, Sluderno/Schluderns, Stelvio/Stilfs, Tubre/Taufers im Münstertal

### Giudice di pace di Vipiteno/Friedensgericht Sterzing
Brennero/Brenner, Campo di Trens/Freienfeld, Fortezza/Franzensfeste, Racines/Ratschings, Val di Vizze/Pfitsch, Vipiteno/Sterzing

## Altri organi giurisdizionali competenti per i comuni del distretto

### Sezioni specializzate
- Corti d'assise di Bolzano e Trento
- Corti d'assise d'appello di Bolzano e Trento
- Sezioni specializzate in materia di impresa: presso i Tribunali di Bolzano e Trento, presso la Corte d’appello di Trento e la Sezione distaccata di Bolzano
- Tribunale regionale delle acque pubbliche di Venezia
- Sezione specializzata in materia di immigrazione, protezione internazionale e libera circolazione dei cittadini dell'Unione europea presso il Tribunale di Trento

### Giustizia minorile
- Tribunali per i minorenni di Bolzano e Trento
- Corte d'appello di Trento e Sez. distaccata di Bolzano, sezione per i minorenni

### Sorveglianza
- Ufficio di sorveglianza: Bolzano e Trento
- Tribunale di sorveglianza: Bolzano e Trento

### Giustizia tributaria
- Commissione tributaria di I grado: Bolzano e Trento
- Commissione tributaria di II grado: Bolzano e Trento

### Giustizia militare
- Tribunale militare di Verona
- Corte d'appello militare di Roma

### Giustizia contabile
- Corte dei Conti: 
  - Sezione Giurisdizionale, Sezione regionale di controllo, Procura regionale presso la sezione giurisdizionale (Trento)[2] e Sezioni Riunite (Roma)
  - Sezione Giurisdizionale, Sezione regionale di controllo, Procura regionale presso la sezione giurisdizionale (Bolzano)[3] e Sezioni Riunite (Roma)

### Giustizia amministrativa
- Tribunale Regionale di Giustizia Amministrativa del Trentino Alto Adige, sede di Trento[4]
- Tribunale Regionale di Giustizia Amministrativa – Sezione autonoma per la Provincia di Bolzano (Bolzano)[5]

### Usi civici
- Commissariato per la liquidazione degli usi civici di Trento e Bolzano, con sede a Trento

### Giudice tavolare
- Giudice tavolare presso i Tribunali di Bolzano, Rovereto e Trento